# Phyllomacromia caneri
Phyllomacromia caneri är en trollsländeart som först beskrevs av Jacques Gauthier 1987.  Phyllomacromia caneri ingår i släktet Phyllomacromia och familjen skimmertrollsländor. IUCN kategoriserar arten globalt som livskraftig. Inga underarter finns listade i Catalogue of Life.